# Henri Peinte
Henri Emmanuel Peinte, né le 24 juillet 1845 à Cambrai et mort le 26 décembre 1912 à Paris (17e arrondissement), est un sculpteur français.
Sculpteur peu prolixe, il n'est connu que pour quelques sculptures principalement à sujet mythologiques.

## Biographie

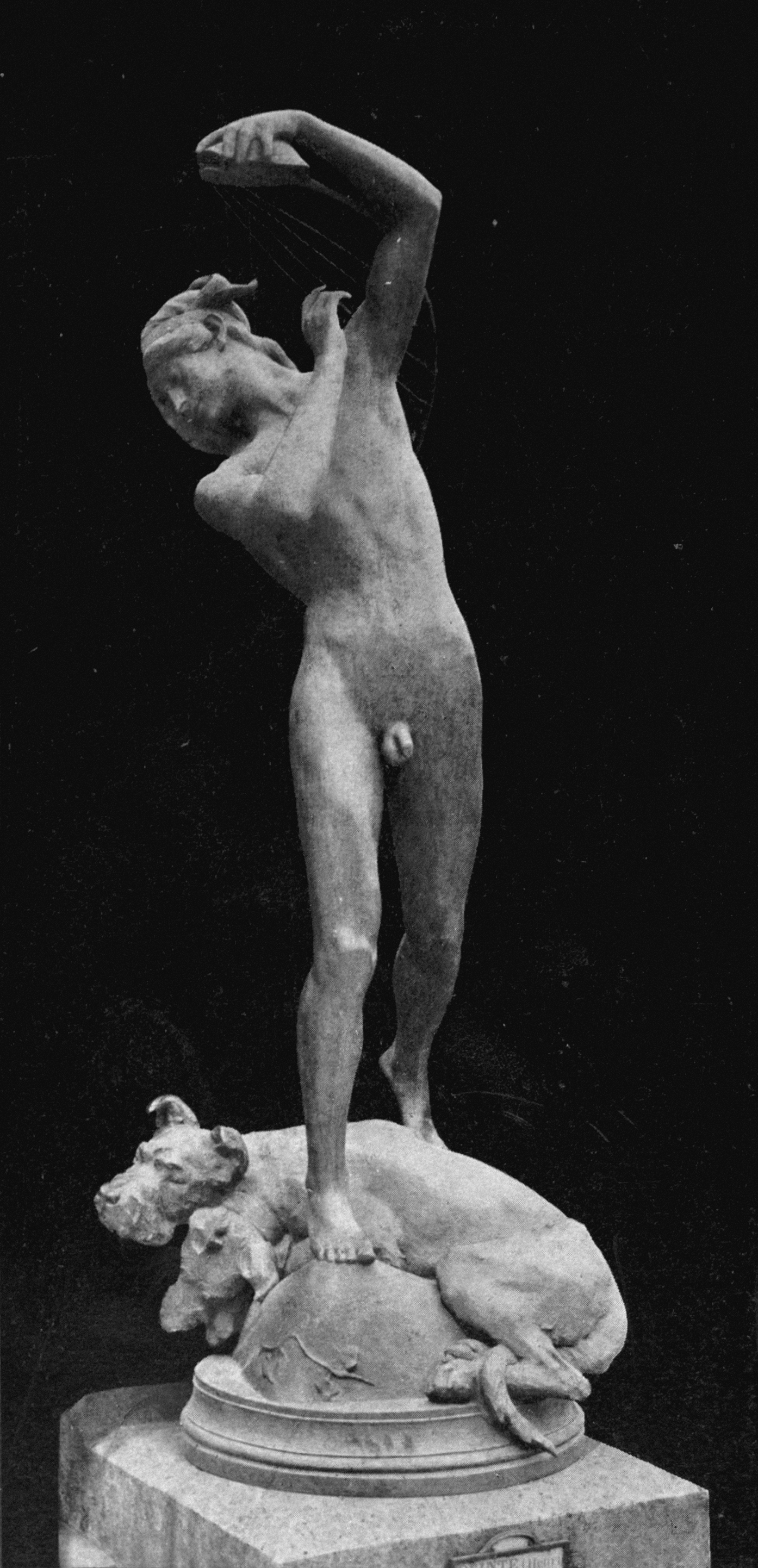
Orphée endormant Cerbère (1887), plâtre, localisation inconnue.

Fils de François Emmanuel Joseph Peinte, architecte à Cambrai, Henri Peinte s'oriente vers des études artistiques, il étudie d'abord à l'école de dessin de Cambrai, puis, ayant obtenu une bourse du département, entre à l'École des beaux-arts de Paris où il est l'élève de Francisque Duret, d'Eugène Guillaume et de Jules Cavelier. Il expose pour la première fois au Salon en 1877 et remporte une médaille de troisième classe avec une statue de Sarpédon, qui est son œuvre la plus connue. Il est primé pour son Sarpédon et le groupe d'Orphée et Cerbère à l'exposition universelle de 1889 à Paris. Il ne présente ensuite plus rien aux Salons et ne semble pas avoir produit d'autres œuvres notables jusqu'à sa mort.
Sarpédon, édité en bronze par le fondeur Siot-Decauville, se trouvait dans le jardin aux fleurs de Cambrai. Installée en 1878, la statue est détruite lors de la Première Guerre mondiale et remplacée en 1933. En septembre 2012, elle est précipitée au sol par un acte de vandalisme ou une tentative de vol, détériorée, la statue doit être restaurée. On trouve aussi cette statue dans plusieurs musées et en réduction sur le marché de l'art. Un exemplaire ornant le jardin des plantes de Rouen fut envoyé à la fonte sous le régime de Vichy en 1941.

## Distinction
Henri Peinte est nommé chevalier de l'ordre national de la Légion d'honneur par décret du 29 octobre 1889.

## Œuvres
- Sarpédon bandant son arc, Salon de 1877, bronze, musée des Beaux-Arts de Rouen et musée des Beaux-Arts de Coulommiers[7].
- Orphée endormant Cerbère, Salon de 1887, groupe en plâtre, localisation inconnue. Le bronze achetée par l’État en 1888 est conservé à Paris au musée d'Orsay[8].
- L'Histoire (allégorie), modèle en plâtre, puis réalisation en marbre, entre 1892 et 1897. Paris, musée d'Orsay[9].